# Wortwechsel
Wortwechsel war eine Sendereihe des SWR, die von 1982 bis 2011 ausgestrahlt wurde. Die Sendereihe wurde Anfang der 1980er Jahre in Baden-Baden (SWF) unter Redaktionsleitung von Martin-Jochen Schulz (1980–1998) sowie später parallel in Stuttgart mit separater Redaktion ausgestrahlt. Die Sendezeit war zunächst 60 Minuten, wurde im Verlauf nach einem Jahr auf 45 Minuten reduziert. Zuletzt war die Sendezeit Sonntagabend, nach 23 Uhr, jeweils 30 Minuten. Es wurde jeweils ein prominenter Gast eingeladen. Die Gäste waren meist Vertreter von Politik oder Wirtschaft, Schriftsteller oder Künstler, unter anderem Helmut Kohl, Erwin Teufel und Marcel Reich-Ranicki. Eine Sendung mit Alfred Herrhausen wurde 1989 etwa sechs Wochen vor dem tödlichen Anschlag auf ihn aufgezeichnet. Seit 1982 wurden über 800 Gäste interviewt.